# Haskell County (Texas)

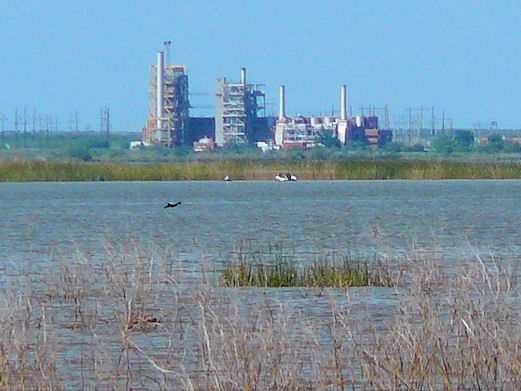
Das Kraftwerk Paint Creek Power Plant am Lake Stamford

Das Haskell County ist ein County im Bundesstaat Texas der Vereinigten Staaten. Das U.S. Census Bureau hat bei der Volkszählung 2020 eine Einwohnerzahl von 5.416 ermittelt. Der Sitz der County-Verwaltung (County Seat) befindet sich in Haskell.

## Geographie
Das County liegt nördlich des geographischen Zentrums von Texas, etwa 100 km vor der Grenze zu Oklahoma und hat eine Fläche von 2358 Quadratkilometern, wovon 19 Quadratkilometer Wasserfläche sind. Es grenzt im Uhrzeigersinn an folgende Countys: Knox County, Throckmorton County, Shackelford County, Jones County und Stonewall County.

## Geschichte
Haskell County wurde am 1. Februar 1858 aus Teilen des Fannin County und Milam County gebildet. Die Verwaltungsorganisation wurde am 13. Januar 1885 abgeschlossen. Benannt wurde es nach Charles Ready Haskell (1817–1836). Haskell stammte aus Tennessee, diente als Freiwilliger im Texanischen Unabhängigkeitskrieg und wurde während der Schlacht bei Coleto gefangen genommen. Beim darauf folgenden Massaker von Goliad am 27. März 1836 wurde er wie hunderte andere Kriegsgefangene exekutiert.

## Demografische Daten

Alterspyramide des Haskell Countys (Stand: 2000)

Nach der Volkszählung im Jahr 2000 lebten im Haskell County 6.093 Menschen in 2.569 Haushalten und 1.775 Familien. Die Bevölkerungsdichte betrug 3 Einwohner pro Quadratkilometer. Ethnisch betrachtet setzte sich die Bevölkerung zusammen aus 82,78 Prozent Weißen, 2,79 Prozent Afroamerikanern, 0,54 Prozent amerikanischen Ureinwohnern, 0,15 Prozent Asiaten, 0,02 Prozent Bewohnern aus dem pazifischen Inselraum und 11,67 Prozent aus anderen ethnischen Gruppen; 2,05 Prozent stammten von zwei oder mehr Ethnien ab. 20,50 Prozent der Einwohner waren spanischer oder lateinamerikanischer Abstammung.
Von den 2.569 Haushalten hatten 27,4 Prozent Kinder oder Jugendliche, die mit ihnen zusammen lebten. 57,6 Prozent waren verheiratete, zusammenlebende Paare 8,8 Prozent waren allein erziehende Mütter und 30,9 Prozent waren keine Familien. 29,4 Prozent waren Singlehaushalte und in 18,3 Prozent lebten Menschen im Alter von 65 Jahren oder darüber. Die durchschnittliche Haushaltsgröße betrug 2,33 und die durchschnittliche Familiengröße betrug 2,86 Personen.
23,7 Prozent der Bevölkerung war unter 18 Jahre alt, 5,7 Prozent zwischen 18 und 24, 22,1 Prozent zwischen 25 und 44, 22,9 Prozent zwischen 45 und 64 und 25,5 Prozent waren 65 Jahre alt oder älter. Das Medianalter betrug 44 Jahre. Auf 100 weibliche Personen kamen 88,9 männliche Personen und auf 100 Frauen im Alter von 18 Jahren oder darüber kamen 86,3 Männer.
Das jährliche Durchschnittseinkommen eines Haushalts betrug 23.690 USD, das Durchschnittseinkommen einer Familie betrug 29.506 USD. Männer hatten ein Durchschnittseinkommen von 23.542 USD, Frauen 16.418 USD. Das Prokopfeinkommen betrug 14.918 USD. 16,9 Prozent der Familien und 22,8 Prozent der Einwohner lebten unterhalb der Armutsgrenze.

## Orte im County
| - Haskell - Jud | - O Brien - Rochester | - Rolls - Rule | - Sagerton - Weinert |